# Régine Crespin
Régine Crespin (ur. 23 lutego 1927 w Marsylii, zm. 5 lipca 2007 w Paryżu) – francuska śpiewaczka, sopran, także pedagożka.

## Życiorys
Początkowo studiowała farmakologię, następnie uczyła się śpiewu w Konserwatorium Paryskim u Paula Cabanela, Suzanne Cesbron-Viseur i Georges’a Jouatte’a. Jako śpiewaczka zadebiutowała w 1950 roku w Miluzie rolą Elzy w Lohengrinie Richarda Wagnera. Od 1951 roku związana była z Opéra de Paris, zdobywając sobie sławę jako wykonawczyni ról wagnerowskich. Gościnnie śpiewała w La Scali, Covent Garden Theatre i Operze Wiedeńskiej. W latach 1958–1961 występowała na festiwalach w Bayreuth jako Kundry w Parsifalu i Zyglinda w Walkirii. W 1959 roku debiutowała rolą Marszałkowej w Kawalerze srebrnej róży Richarda Straussa na festiwalu operowym w Glyndebourne. W 1962 roku debiutowała w nowojorskiej Metropolitan Opera, gdzie występowała przez następne dwie dekady. Po raz ostatni wystąpiła publicznie w Paryżu w 1989 roku jako Hrabina w Damie pikowej Piotra Czajkowskiego.
W latach 1967–1992 wykładała w Konserwatorium Paryskim. Dokonała licznych nagrań płytowych, m.in. dla EMI. Opublikowała pamiętniki La vie et l’amour d’une femme (Paryż 1982). Odznaczona została orderem komandora Legii Honorowej, komandora Orderu Sztuki i Literatury oraz komandora Orderu Narodowego Zasługi.